# Nina Grunow
Nina Grunow es una deportista alemana que compitió en vela en la modalidad de match race. Ganó una medalla de oro en el Campeonato Mundial de Match Race Femenino de 2015.

## Palmarés internacional
| Campeonato Mundial | Campeonato Mundial     | Campeonato Mundial | Campeonato Mundial |
| Año                | Lugar                  | Medalla            | Clase              |
| ------------------ | ---------------------- | ------------------ | ------------------ |
| 2015               | Middelfart (Dinamarca) | Medalla de oro     | Match race         |